# Харитон, Юлий Борисович
Ю́лий Бори́сович Харито́н (14 [27] февраля 1904, Санкт-Петербург — 18 декабря 1996, Саров) — советский и российский физик и физикохимик. Деятель науки и техники — ядерщик. Академик АН СССР и РАН (1953). 
Один из руководителей советского проекта атомной бомбы. Трижды Герой Социалистического Труда (1949, 1951, 1954).
Доктор философии (1928) и доктор физико-математических наук (1935). Научный руководитель ВНИИЭФ (до 1992, затем почётный). Лауреат Ленинской (1957) и трёх Сталинских премий (1949, 1951, 1953). Удостоился Большой золотой медали имени М. В. Ломоносова РАН (1982).

## Биография
Родился в еврейской семье. С 13 лет, одновременно с учёбой в реальном училище, работал письмоводителем, учеником механика, монтёром.
После окончания училища в 1919 году пытался поступить в Технологический институт — но не был принят из-за недостаточного возраста.
В 1920—1925 годах учился в Политехническом институте в Петрограде, сперва на электромеханическом факультете, а с весны 1921 — на физико-механическом; дипломировался как инженер-физик. Увлекся там физикой под влиянием лекций Иоффе.
В 1921 году начал научно-исследовательскую работу в Физико-техническом институте под руководством Н. Н. Семёнова.
В 1926—1928 годах, рекомендованный А. Ф. Иоффе и при участии П. Л. Капицы и поддержке Семенова, стажировался в Кавендишской лаборатории (Кембридж, Англия). Под руководством Эрнеста Резерфорда и Джеймса Чедвика получил степень доктора наук (D.Sc., Doctor of Science), тема диссертации: «О счёте сцинтилляций, производимых альфа-частицами». По возвращении из командировки, вместе с Г. М. Франком занимался вопросами митогенетического излучения; в дальнейшем вернулся к химической кинетике — вопросам теории взрывчатых веществ.
С 1931 по 1946 год был руководителем лаборатории взрывчатых веществ в Институте химической физики; проводил научные работы по детонации, теории горения и динамике взрыва. По совместительству читал общий курс физики в Ленинградском индустриальном институте и редактировал журнал «Экспериментальной и теоретической физики».
С 1935 года — доктор физико-математических наук по совокупности работ.

### В ядерном проекте CCCP
В 1939—1941 годах Юлий Харитон и Яков Зельдович впервые осуществили расчёт цепной реакции деления урана. С началом Великой Отечественной войны работы по ядерной бомбе были приостановлены, так как лаборатория Харитона была загружена работой по обычному вооружению. В разгар Великой Отечественной войны один из первооткрывателей спонтанного деления тяжёлых ядер Г. Н. Флёров отправил письмо Сталину, настаивая безотлагательно начать работы по конструированию и производству атомной бомбы.
11 февраля 1943 года Государственный комитет обороны СССР выпустил распоряжение № 2872сс «О мерах по успешному развитию работы по урану», и 12 апреля вице-президентом АН СССР академиком А. А. Байковым было подписано распоряжение № 121 о создании Лаборатории № 2 АН СССР, основной задачей которой являлось создание ядерного оружия. Распоряжением по Академии наук СССР от 10 марта 1943 года № 122 начальником лаборатории был назначен И. В. Курчатов, за все технические и организационные работы, связанные с проектом, отвечал заместитель председателя правительства СССР М. Г. Первухин.
Первоначально учёные собирались в одном из пустующих зданий в центре Москвы, возле Полянки, в Пыжёвском переулке (ныне Почвенный институт имени Докучаева), где облюбовали аудиторию с большой доской и обсуждали научные проблемы. Когда Игорь Васильевич Курчатов предложил Харитону возглавить работы по созданию ядерного заряда и будущий институт, который вырос из инициативной группы, Юлий Борисович отказался, поскольку не считал себя хорошим организатором. Он договорился с Берией, что будет главным конструктором, а на должность директора предложил Павла Михайловича Зернова, заместителя наркома танковой промышленности, с которым у него был хороший рабочий контакт.
Активные работы по бомбе начались только в 1945 году. Тогда же разведка доставила с Запада схему бомбы; по воспоминаниям Ю. Б. Харитона — от Фукса.
Участвовал в атомном проекте с 1945 года, распоряжением Государственного комитета обороны СССР от 20 августа 1945 года № 9887сс/ов «О специальном комитете [по использованию атомной энергии] при ГКО» был включён в состав Технического совета Специального комитета. Ему в составе группы учёных (А. И. Алиханов (председатель), Л. Д. Ландау, А. Б. Мигдал, С. А. Рейнберг, М. А. Садовский, С. С. Васильев и А. П. Закощиков) на заседании 30 ноября 1945 года было поручено проанализировать все имеющиеся материалы о последствиях применения атомных бомб в Хиросиме и Нагасаки и определить эффективность фактора взрывной волны, фактора теплового и фактора радиоактивного излучения.
С 1946 года — главный конструктор и научный руководитель КБ-11 (Арзамас-16) в Сарове при Лаборатории № 2 АН СССР. К работе над реализацией ядерно-оружейной программы под его руководством были привлечены лучшие физики СССР. В обстановке строжайшей секретности в Сарове велись работы, завершившиеся испытанием первых советских атомной (29 августа 1949) и водородной (12 августа 1953) бомб.
На первом этапе стояла задача воспроизвести американское устройство, к секретам которого были допущены только четверо учёных: Алиханов, Курчатов, Кикоин и Харитон. «Когда эта цель была достигнута, на первый план вышла новая задача — показать американцам, что мы и сами в состоянии придумать свою бомбу, которая была бы не хуже их бомбы, была бы более совершенной в научно-техническом плане и более мощной», — рассказывал Юлий Борисович.
В последующие годы Харитон работал над сокращением веса ядерных зарядов, увеличением их мощности и повышением надёжности, поскольку уже в 1937 году опубликовал в ЖЭТФ статью о центрифугальном разделении изотопов, получив данные, что U235 более нейтроноактивен, чем U238. «Были мысли о том, что их можно смешать в какой-то пропорции и усилить реакцию. Если U235 окажется подходящим, то придётся начать разделять изотопы и можно сделать пушечное устройство более мощным. Люди работали и думали о непрерывном обжатии долго, но, когда появилась схема, присланная Фуксом, мы переключились целиком на американский вариант. Но поскольку задел в другом направлении был сделан, то в 1951 году мы смогли создать вдвое более мощное, лёгкое и эффективное плутониевое устройство», — вспоминал академик. В создании атомной и водородной бомбы огромную роль сыграл руководитель Специального комитета Л. П. Берия: «Фантастически сложная фигура, страшный, но очень умный человек. Он нам сильно помогал в том отношении, что наши нужды старался понять и, пользуясь своей почти неограниченной властью, помогал без затруднений решать практические вопросы. Когда Берия взял в свои руки руководство, то с ним приходилось и встречаться, и говорить часто». Ю. Б. Харитон, по воспоминаниям своего внука А. Ю. Семёнова, говорил, что Берия был самым страшным человеком, с которым ему приходилось встречаться в жизни.

С 1946 года — член-корреспондент, с 1953 года — академик Академии наук СССР. 

Могила академика Харитона на Новодевичьем кладбище

Похоронен на Новодевичьем кладбище в Москве (9-й участок).
Лев Рябев рассказывал: «Я вспоминаю, однажды Ю. Б Харитону сказали: „Юлий Борисович, что вы беспокоитесь? Подумаешь, заряд не работает. Все равно же воевать не будем“. Он был возмущен: „Наша задача — сделать так, чтобы не было проблемных вопросов по оружию. Только на этом мы стои́м.“ Ю. Б. Харитон говорил: „В нашем деле мелочей нет“. Он влезал во все тонкости и так же воспитывал своих людей. Когда к нему приходили с документами, он каждое слово, каждую букву не на веру брал, а требовал доказательств: „Почему ты так написал?“…».

## Общественная деятельность
В 1955 году подписал «Письмо трёхсот». Член КПСС с 1956 года.
Депутат ВС СССР 3—11 созывов.
Был одним из академиков АН СССР, подписавших в 1973 году письмо учёных в газету «Правда» с осуждением «поведения академика А. Д. Сахарова». В письме Сахаров обвинялся в том, что он «выступил с рядом заявлений, порочащих государственный строй, внешнюю и внутреннюю политику Советского Союза».
В 1965 году вместе с А. П. Александровым и Н. Н. Семёновым подписал письмо к Л. И. Брежневу с призывом не отменять осуждение культа личности Сталина.
В 1981 году обращался к Ю. В. Андропову с просьбой содействовать выезду из СССР невесты пасынка А. Д. Сахарова А. И. Семёнова — Елизаветы Алексеевой.
В 1988 году выступал против строительства Ленинградской дамбы по утверждённому проекту в связи с вредом, наносимым этим сооружением экологии Ленинграда.

## Семья
Дед, Иосиф Давидович Харитон (1837—1915), был купцом второй гильдии в Феодосии; сестра отца, Этля (Адель) Иосифовна Харитон, была замужем за историком Юлием Исидоровичем Гессеном (их сын — журналист и сценарист Даниил Юльевич Гессен). Двоюродный брат (сын другой сестры отца) — журналист и корреспондент «Известий» Давид Ефремович Южин (настоящая фамилия — Рахмилович; 1892—1939).
Отец, Борис Иосифович Харитон, был журналистом, ответственным редактором органа Конституционно-демократической партии газеты «Речь». Выслан из СССР в 1922 году, жил в Риге, после присоединения Латвии к СССР в 1940 году осуждён на 7 лет ИТЛ и умер годом позже в лагере.
Мать, Мирра Яковлевна Буровская (во втором браке Эйтингон; 1877—1947), была актрисой (сценический псевдоним — Мирра Биренс) Петербургского дачного театра на станции Озерки (Озерковский театр, 1906), Нового Василеостровского театра (1906—1907), Псковско-Нарвского театра (1907), Малого театра (1907—1908) и, наконец, МХАТ (1908—1910). Родителям матери, Якову Исааковичу Буровскому (ум. 1921) и Софье Абрамовне Малинер (ум. 1932), принадлежал собственный особняк на Соборной улице в Екатеринодаре. Сестра матери, Лея (Елизавета) Яковлевна Буровская (в замужестве Райгородская), была замужем за инженером Леонидом Николаевичем Райгородским (1886 — после 1941), владельцем табачной фабрики в Екатеринодаре, гласным городской думы (1916), членом городской управы и товарищем городского головы (1918), в эмиграции во Франции фабрикантом.
Родители развелись в 1907 году, когда Ю. Б. Харитон был ребёнком. Его мать в 1912 году вторично вышла замуж за психоаналитика Марка Ефимовича Эйтингона и уехала в Германию, а оттуда, в 1933 году, — в Палестину. Отец воспитывал сына сам.
Жена — Мария Николаевна Харитон (урождённая Вульфович, 1902—1977), актриса театра «Балаганчик»; её сестра Вера Николаевна была замужем за переводчиком В. И. Стеничем, а во втором браке — за доктором экономических наук, профессором А. А. Иотковским (1904—1977).
Дочь — Татьяна Харитон (1926—1985), историк по образованию, впоследствии научный сотрудник Института проблем передачи информации АН СССР, жена доктора философских наук профессора Ю. Н. Семёнова (1925—1995). Внук — доктор биологических наук профессор Алексей Семёнов (род. 1951).

## Награды и премии
- трижды Герой Социалистического Труда (29.10.1949; 08.12.1951; 04.01.1954)
- шесть орденов Ленина (29.10.1949; 11.09.1956; 07.03.1962; 27.02.1964; 26.02.1974; 24.02.1984)
- Сталинская премия первой степени (29.10.1949) — главный конструктор и научный руководитель КБ-11. Главный конструктор атомной бомбы
- Сталинская премия первой степени (6.12.1951) — за разработку конструкции изделий РДС с уменьшенным весом и разработку конструкции с составным зарядом
- Сталинская премия первой степени (31.12.1953) — за научно-техническое руководство созданием изделий РДС-6с, РДС-4 и РДС-5
- Ленинская премия (7.9.1956)
- орден Красной Звезды (24.9.1944)[37]
- орден Трудового Красного Знамени (10.06.1945)[37]
- орден Октябрьской Революции (26.04.1971)
- Золотая медаль имени И. В. Курчатова (1974)
- Большая золотая медаль имени М. В. Ломоносова (1982)
- другие медали[уточнить], в частности «За оборону Ленинграда»[8]

## Память
Имя и достижения академика Харитона в период острой борьбы за ядерный приоритет между США и СССР были засекречены.
После его кончины Государственная Дума Российской Федерации в феврале 1997 года постановила присвоить созданному академиком институту ВНИИЭФ его имя. Тем не менее это решение не было выполнено. Впоследствии Государственная Дума 13 июня 2002 года приняла новое обращение — уже к премьер-министру М. М. Касьянову. В декабре 2002 года с такой же просьбой, но уже к президенту В. В. Путину, обратились академики А. Ф. Андреев, Е. П. Велихов, В. Л. Гинзбург, Н. С. Кардашёв, Е. Л. Фейнберг и В. Е. Фортов, предлагая сделать это в преддверии 50-летия испытания первой советской (и первой в мире) водородной бомбы 12 августа 1953 года, созданной под общим руководством Ю. Б. Харитона.
Эти просьбы так и остались без ответа.
- Именем Ю. Б. Харитона названы улица в Санкт-Петербурге, а также улицы в Сарове и подмосковном Троицке.
- В Сарове во ВНИИЭФ в 1999 году был открыт Мемориальный музей-квартира академика Харитона — дом, где учёный прожил последние 25 лет своей жизни[38].
- Как дань памяти учёного в городе Саров ежегодно с 1 марта 2001 года проводится научная конференция школьников со всей России — Школьные харитоновские чтения, а также Харитоновские тематические научные чтения[39].
- Бюст Ю. Б. Харитона установлен в Санкт-Петербурге на Аллее Героев Московского парка Победы.
- На доме № 9 по Тверской улице, в котором он жил в Москве, 28 ноября 2004 года установлена мемориальная доска (скульптор — Г. С. Потоцкий).
- В 2002 году в честь Ю. Б. Харитона назван астероид (9263) Харитон, открытый в 1976 году советским астрономом Н. С. Черных.
- В 2004 году была выпущена почтовая марка России, посвящённая Ю. Б. Харитону.
- В 2020 году на территории НИЯУ «МИФИ» открыт Памятник создателям советского атомного проекта работы скульптора Александра Миронова, в который включена скульптура Юлия Борисовича Харитона.
- Персонаж художественного телесериала «Бомба» 2020 года, где роль Ю. Б. Харитона сыграл Андрей Смелов.

В 1920 году химик Николай Семёнов в дружеской компании сказал: «Открытий на наш век хватит! Вот Юлий, — он показал на своего помощника, студента-первокурсника, — лет через десять-двадцать такое откроет — самому Эйнштейну не приснится». Это заявление восприняли как шутку. Тем не менее в указанный Семёновым срок его бывший ученик Юлий Харитон и его соавтор Зельдович опубликовали расчёт цепной реакции ядер урана. И когда спустя годы учёные заспорили, кому принадлежит приоритет в разработке ядерного оружия — французам, англичанам или немцам, в 1939 или 1940 году, Харитон заметил: «Лично я начал в 1927-м».